# Carlo Giuliani (vescovo)
Carlo Giuliani (... – Stagno, 3 novembre 1663) è stato un vescovo cattolico italiano.

## Biografia
Fece parte dell'Ordine dei frati predicatori.
Il 3 febbraio 1653, fu nominato vescovo di Stagno da papa Innocenzo X; fu consacrato vescovo il successivo 9 febbraio dal cardinale Marcello Santacroce, vescovo di Tivoli, co-consacranti Giovanni Luca Moncalvi, vescovo di Guardialfiera, e Riginaldo Lucarini, vescovo di Città della Pieve.
Resse la diocesi fino alla morte avvenuta il 3 novembre 1663.

## Genealogia episcopale
La genealogia episcopale è:
- Cardinale Guillaume d'Estouteville, O.S.B.Clun.
- Papa Sisto IV
- Papa Giulio II
- Cardinale Raffaele Riario
- Papa Leone X
- Papa Clemente VII
- Cardinale Antonio Sanseverino, O.S.Io.Hieros.
- Cardinale Giovanni Michele Saraceni
- Papa Pio V
- Cardinale Innico d'Avalos d'Aragona, O.S.Iacobi
- Cardinale Scipione Gonzaga
- Patriarca Fabio Biondi
- Papa Urbano VIII
- Cardinale Cosimo de Torres
- Cardinale Francesco Maria Brancaccio
- Vescovo Miguel Juan Balaguer Camarasa, O.S.Io.Hieros.
- Papa Alessandro VII
- Cardinale Marcello Santacroce
- Vescovo Carlo Giuliani, O.P.